# Крещатое (Харьковская область)
Крещатое (укр. Хрещате) — село,
Лесностенковский сельский совет,
Купянский район,
Харьковская область, Украина.
На карте 1977 года указано население 0,01 тыс. человек.
Село ликвидировано в 1987 году.

## Географическое положение
Село Крещатое находилось на расстоянии в 2 км от реки Синиха и села Синиха,
к селу примыкал небольшой лесной массив (дуб).
В селе был небольшой пруд.